# Vasilij Perov

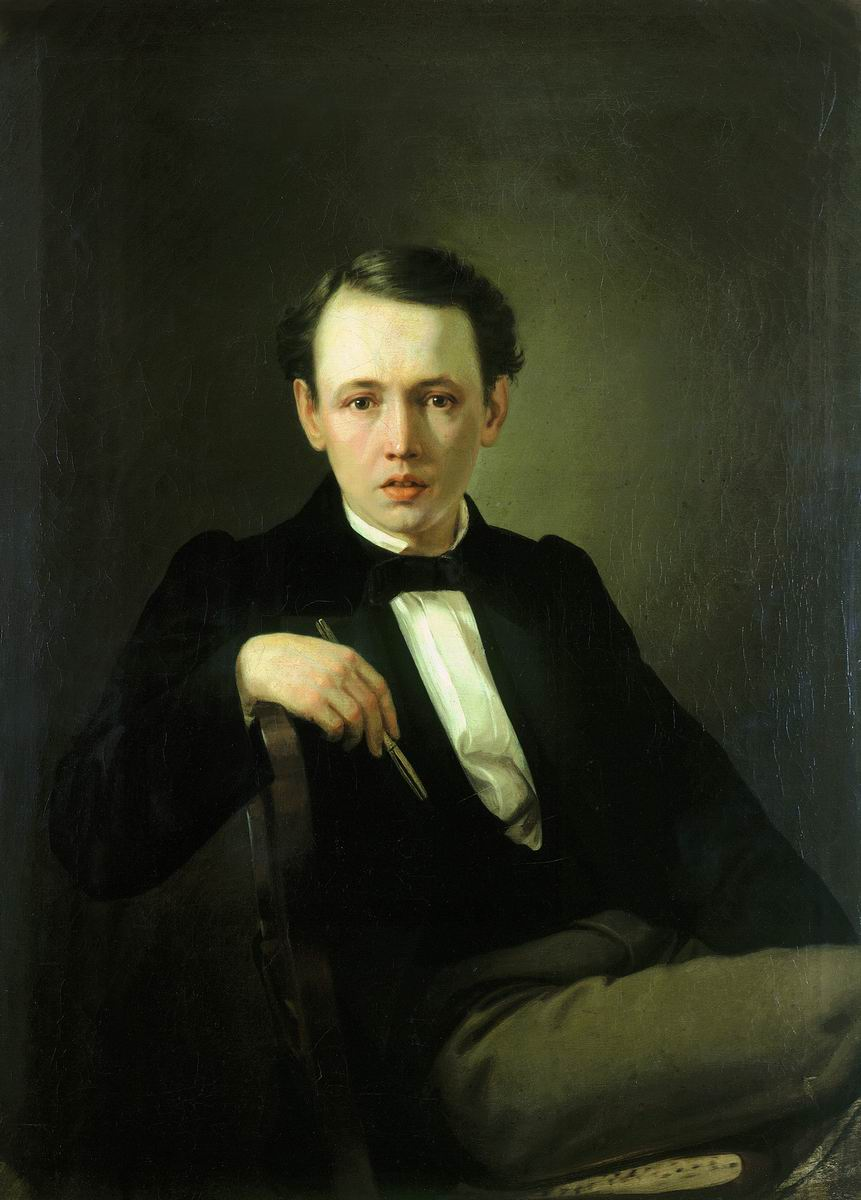
Vasilij Perov, självporträtt från 1851.

Vasilij Grigorjevitj Perov (ryska: Васи́лий Григо́рьевич Перо́в), egentligen Vasilij Grigorjevitj von Krüdener (Криденер), född 2 januari 1834 (21 december 1833 enligt g.s.), död 10 juni (29 maj enligt g.s.) 1882, var en rysk konstnär. Han var en utomäktenskaplig son av Gregor Gustav Friedrich von Krüdener, en balt-tysk adelsman i rysk tjänst. Perov var ursprungligen hans smeknamn som han tog upp senare som familjenamn.
Efter studier i Moskva och Paris 1863-64 var Perov en av de ledande inom sällskapet för vandringsutställningar, Peredvizjnikerna, varvid han målade tendentiösa bilder ur folklivet i reformatoriskt syfte. Senare övergick han till rena genrebilder och porträtt.